# Gymnostreptus rusticus
Gymnostreptus rusticus är en mångfotingart som först beskrevs av Carl Graf Attems 1950.  Gymnostreptus rusticus ingår i släktet Gymnostreptus och familjen Spirostreptidae. Inga underarter finns listade i Catalogue of Life.